# Laurens De Vreese
Laurens De Vreese (Gant, 29 de setembre de 1988) és un ciclista belga, professional des del 2011. Actualment corre a l'equip Astana Qazaqstan Team. En el seu palmarès destaca el campionat nacional en ruta sub-23 de 2010, així com alguna classificació secundària en curses d'una setmana.

## Palmarès
- 2009
  - 1r a l'Omloop Het Nieuwsblad sub-23
- 2010
  -  Campió de Bèlgica sub-23 en ruta
  - 1r a Topcompetitie
  - 1r al Triptyque Ardennaise
  - 1r a la Zillebeke–Westouter–Zillebeke
  - Vencedor d'una etapa al Tour de Lieja
- 2012
  - Vencedor de la combativitat a l'Eneco Tour
- 2013
  - Vencedor de la combativitat a l'Eneco Tour
  - Vencedor de la combativitat a la Volta a Bèlgica

### Resultats a la Volta a Espanya
- 2017. 122è de la classificació general